# Komora półkolista
Komora półkolista jest to jedna z komór spalania w silnikach o zapłonie iskrowym. Komora ta ma kształt zbliżony do półkuli. Zawory dolotowy i wylotowy są tak umieszczone, że ich trzonki są rozchylone na dwie strony względem osi cylindra. Świeca zapłonowa jest umieszczona centralnie w komorze spalania. Rozwiązanie takie zapewnia korzystny przebieg procesu spalania. Kątowe ustawienie zaworów komplikuje napęd zaworów. Komora półkolista najlepiej spełnia swoje zadanie w silnikach dwusuwowych, które zwykle nie mają zaworów.